# Лумбини (зона Непала)
Лумбини (непальск. लुम्बिनी अञ्चल) — зона (административная единица) на юго-западе центральной части Непала. Входит в состав Западного региона страны. Административный центр — город Бутвал.

## Население
Население по данным переписи 2011 года составляет 2 834 612 человек; по данным переписи 2001 года оно насчитывало 2 526 868 человек.

## География
Площадь зоны составляет 8975 км². Граничит с зоной Рапти (на западе), зоной Дхаулагири (на северо-западе), зоной Гандаки (на северо-востоке), зоной Нараяни (на востоке), а также с индийским штатом Уттар-Прадеш (на юге). В округе Рупандехи расположено поселение Лумбини, претендующее на право называться местом рождения Будды Гаутамы, основателя буддизма.

## Административное деление
Зона подразделяется на 6 районов:
- Аргхакханчи
- Гулми
- Капилвасту
- Навалпараси
- Палпа
- Рупандехи